# Rudolf Krohne

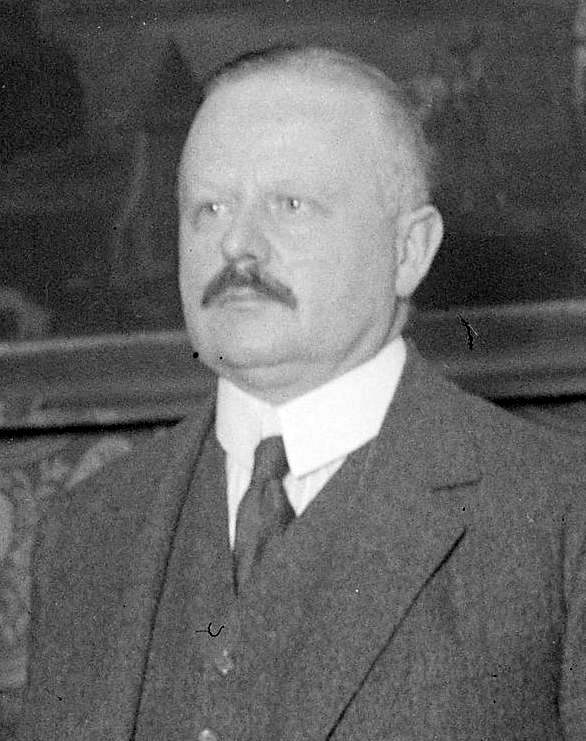
Rudolf Krohne (1925)

Rudolf Krohne (* 6. September 1876 in Rendsburg; † 17. Juni 1953 in Berlin) war ein deutscher Jurist und Politiker (DVP).

## Leben
Als Sohn eines Wirklichen Geheimen Oberregierungsrats besuchte Krohne das Luisengymnasium Berlin. Nach dem Abitur begann er am nachmaligen Lehrstuhl für deutsches Recht der Universität Lausanne und der Philipps-Universität Marburg Rechtswissenschaft zu studieren. Am 1. August 1896 wurde er im Corps Teutonia Marburg recipiert. Als Inaktiver wechselte er an die Friedrich-Wilhelms-Universität zu Berlin. Er bestand 1898 das erste juristische Staatsexamen und wurde im selben Jahr zum Dr. iur. promoviert. Nach dem Vorbereitungsdienst und dem Assessorexamen trat in die innere Verwaltung des Königreichs Preußen. Er war seit 1911 Regierungsrat und seit 1917 Geheimer Regierungsrat und Vortragender Rat im Ministerium der öffentlichen Arbeiten. Über die Position eines Ministerialrates stieg er 1921 zum Ministerialdirektor auf und wurde Bevollmächtigter Preußens beim Reichsverkehrsministerium. 1928 fungierte er kurzzeitig als Leiter der Stettiner Hafenbetriebe. Außerdem war er Aufsichtsratsmitglied der Rhein-Main-Donau AG. Von der Gründung 1926 bis 1928 war er Präsident des Vereins Deutscher Luftschutz e. V. In den 1930er Jahren war er Vorsitzender des Reichsverbandes der deutschen Wasserwirtschaft und des Vereins zur Beförderung des Gewerbefleißes von 1821, beide mit Sitz in Berlin. Von 1936 bis 1938 war er Vorstandsmitglied des Vereins Deutscher Ingenieure (VDI). Verheiratet war Krohne mit Edith Müser, mit der er zwei Söhne hatte.

## Öffentliche Ämter
Krohne amtierte seit 1923 als Staatssekretär im Reichsverkehrsministerium. Er wurde am 11. Oktober 1924 als Reichsverkehrsminister in die von Reichskanzler Wilhelm Marx geführte Regierung berufen und gehörte auch der von Reichskanzler Hans Luther geleiteten Folgeregierung an. Vom 27. Oktober 1925 bis zum 19. Januar 1926 leitete er zudem kommissarisch das Reichswirtschaftsministerium. Im Kabinett Marx III war er erneut Reichsverkehrsminister. Am 28. Januar 1927 schied er aus der Regierung aus.

## Ehrungen
- 1926: Dr.-Ing. e. h. der Technischen Hochschule Braunschweig[3]
- 1952: Verdienstorden der Bundesrepublik Deutschland, Großes Verdienstkreuz mit Stern und Schulterband

## Werke
- Der Zusammenbruch und der Wiederaufbau der deutschen Seeschiffahrt, 1928
- Luftgefahr und Luftschutzmöglichkeiten in Deutschland. Verlag Deutscher Luftschutz, Berlin 1928